# Moshulu

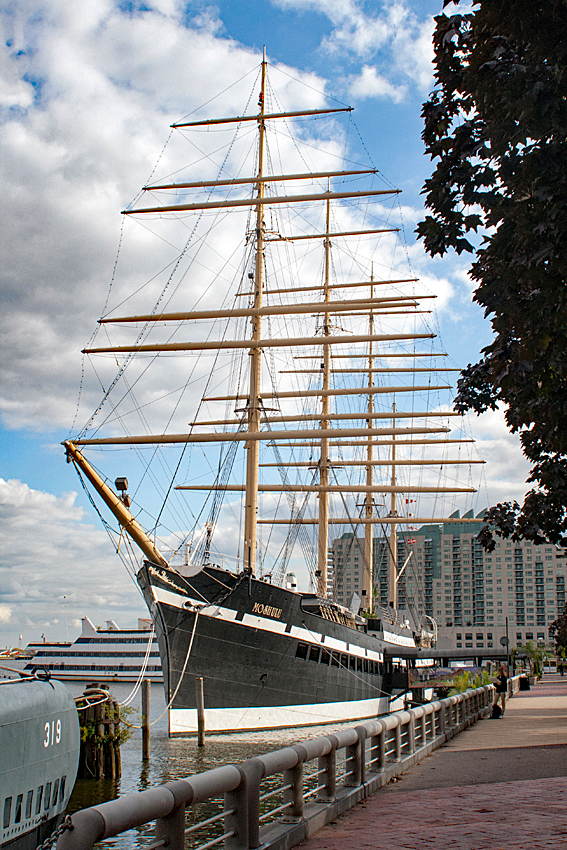
Die Moshulu am Penn’s Landing-Pier, Philadelphia

Die Moshulu ([mɔˈʃɔəlʊː], auch [mɔˈʃʊːlʊː]) ist eine 1904 unter dem Namen Kurt für die Hamburger Reederei G. J. H. Siemers & Co. gebaute stählerne Viermastbark. 1917 wurde sie für einige Monate in Dreadnought umbenannt, anschließend erhielt sie ihren heutigen Namen, den sie nur 1948 noch einmal für kurze Zeit gegen Oplag tauschte. Die Moshulu liegt heute als privates Restaurantschiff im Hafen von Philadelphia in den USA.

## Beschreibung
Der große stählerne Windjammer, benannt nach dem damaligen Juniorchef der Reederei, Kurt Siemers (1873–1944), wurde als Dreiinselschiff konzipiert und hatte ein modernes Standardrigg mit doppelten Mars- und Bramrahen, Royalrahen, den Besanmast als Pfahlmast mit zwei Gaffeln. Die Bark vermaß 3.109 BRT und konnte bis 5.300 ts (1 ts = 1,01605 t) Fracht fahren. Damit ist sie geringfügig größer als die Peking von F. Laeisz. Der Rumpf war anfänglich dunkelgrau bis schwarz gestrichen und ähnlich den Antoine-Dominique Bordes-Schiffen mit einem Portenband versehen. Später war die Viermastbark schwarz ohne Pfortenband zu sehen. Sie war ein sehr schönes und schnelles Schiff und in den Welthäfen wohlbekannt. Als Restaurantschiff besitzt sie wieder einen schwarz gestrichenen Rumpf mit Portenband. „Berühmt“ war das fehlende Bugnetz.

## Geschichte

### Frachtsegler
Die Viermastbark lief als Kurt am 20. April 1904 für die Reederei G. J. H. Siemers & Co. (gegründet 1811 von Georg Johann Heinrich Siemers (1763–1846)) auf der Schiffswerft William Hamilton & Co. im schottischen Port Glasgow mit der Baunummer 171 vom Stapel. Die Bark hatte eine sehr wechselvolle Schiffsgeschichte und viele verschiedene Eigner. Bis 1914 machte die Kurt unter den Kapitänen Christian Schütt und dem Amrumer Wilhelm Tönissen (1881–1929), der die Bark 1908 mit 27 Jahren übernahm, neun Rundreisen in der Salpeterfahrt nach Chile, um Kohle aus England und Wales nach Südamerika, Koks nach Mexiko zu transportieren. Einige Fahrten führten das Schiff bis in das australische Newcastle, um Kohle nach Chile und heimreisend Salpeter nach Deutschland zu bringen. Die zehnte Reise unter Kapitän Tönissen führte 1914 über Santa Rosalía, Mexiko, wo die Kohlenladung gelöscht wurde, in Ballast weiter nach Portland, Oregon, zur Übernahme einer Weizenladung.
Bei Ausbruch des Ersten Weltkriegs befand sich das Schiff kurz vor Astoria, Oregon, wo es auf Anordnung der Reederei zum Schutz vor britischen Kriegsschiffen vor Anker gehen und liegen bleiben sollte. Kapitän Wilhelm H. G. Tönissen blieb drei Jahre in den Staaten an verschiedenen Orten interniert, bis er 1917 nach Amrum heimreisen durfte. Das Schiff wurde am 6. April 1917 (Kriegseintritt der USA) von der US-Regierung beschlagnahmt und für kurze Zeit in Dreadnaught (Fürchtenichts) umbenannt, kam unter diesem Namen wohl nicht in Fahrt (anderen Quellen zufolge gab es eine Fahrzeit im Pazifik nach Australien und den Philippinen), bis man später feststellte, dass es bereits ein in den Staaten registriertes Schiff gleichen Namens gab. Folglich wurde es am 18. September 1917 erneut umbenannt, diesmal auf Betreiben der Präsidentengattin Edith Bolling Galt Wilson in Moshulu, was in der Seneca- oder Onodowohgah-Sprache ebenfalls Fürchtenichts heißt – in Würdigung der amerikanischen Urbevölkerung.
Die Moshulu diente die nächsten drei Jahre als frachtfahrendes (Chrom, Wolle) Segelschulschiff für die US-Seehandelsbehörde (United States Shipping Board Emergency Fleet Corporation). 1920 kam es an die Reederei Moshulu Navigation Co. (Charles Nelson & Co.), San Francisco, zum Transport von Bauholz entlang der nordamerikanischen Westküste und bis Australien und Südafrika. Ihr Haupteigner, Charles Nelson, kaufte das Schiff 1922 nach kurzzeitigem Besitzerwechsel zu James Tyson, San Francisco, für eine Summe von 40.000 US-Dollar zurück. 1928 wurde es nach seiner letzten Bauholzfahrt für Nelson nach Melbourne und Geelong (Australien) in Los Angeles aufgelegt, da zunehmend schnellere Dampfer im Bauholzhandel fuhren. In den Folgejahren wurde es mehrmals in Ballast im Großraum Seattle verlegt: an den Unionsee (in Seattle), nach Windslow, Washington am Puget Sound, 20 Kilometer nordwestlich von Seattle, und nach Esquimalt (Reservatszentrum des gleichnamigen Indianerstammes) im kanadischen British Columbia (100 Seemeilen nordwestlich von Seattle).
Am 14. März 1935 erwarb Gustaf Erikson aus Mariehamn auf den finnischen Åland-Inseln für 12.000 Dollar (oder 20.000 Dollar) die Moshulu als vorletzten Großsegler für seine Flotte, um sie wie seine anderen Segelschiffe in der Australien-Weizenfahrt einzusetzen. Gustaf Erikson kaufte die damals weltgrößte Flotte von 25 Handelsseglern zusammen. Das Schiff wurde in Windslow (nach H.-J. Furrer in Esquimalt) am Kauftag von Kapitän Gunnar Boman aus Mariehamn übernommen und nach Port Victoria, Victoria, Australien, gesegelt. Im Juli 1936 kam die Bark mit einer Weizenladung erstmals nach 22 Jahren wieder nach Europa zurück. Die Moshulu umfuhr in der Folge 28 mal Kap Hoorn (insgesamt 54 mal) unter Kapitän Mikael Sjögren, der als zweiter Erikson-Kapitän seit dem 14. Oktober 1938 (bis 15. August 1939, vom 7. Oktober 1939 bis Juni 1940) Schiffsführer des Viermasters war. 1939 gewann sie die Weizenregatta mit 91 Tagen auf der Reise von Port Victoria um Kap Hoorn nach Queenstown (Irland). Am 27. Juli 1939 legte sie in Belfast ab und erreichte Göteborg am 11. August 1939, von wo sie am 7. Oktober zu ihrer fünften Weizenfahrt an den Río de la Plata nach Buenos Aires zur Übernahme einer Getreideladung fuhr. Sie kam am 7. Dezember 1939 dort an und verließ Buenos Aires am 26. Januar 1940 mit 4.809 t Getreide (4.303 t Roggen und 506 t Hafer) und erreichte zum Zeitpunkt der deutschen Besetzung Norwegens durch die Wehrmacht am 10. April nach 72 Tagen Überfahrt um die Nordspitze von Schottland den Seehafen Farsund rund 85 Kilometer westlich von Kristiansand, wo sie bis zum 22. Mai lag. Das Schiff wurde von der Wehrmacht konfisziert. Am 25. Mai wurde die Getreideladung nach Verholen in den Hafen von Kristiansand gelöscht. Kapitän Mikael Sjögren kehrte im Juni 1940 nach Mariehamn zurück; das Schiff, nun in den Händen der deutschen Besatzungsmacht, blieb de iure weiterhin Eigentum Gustaf Eriksons.

### Depot- und Wohnschiff
In der Folgezeit fand die Moshulu verschiedene Einsätze und wurde in etliche Häfen Norwegens geschleppt, wobei sie mehrmals auf Grund lief, aber freigeschleppt werden konnte. Sie diente als Wohnschiff für deutsche Marinesoldaten (Mai–Juli 1940), verholte dann im November nach Horten am Oslofjord und wurde teilweise abgetakelt (Großteil der Rahen). 1940 bis 1942 benutzte die Wehrmacht die Moshulu als Depotschiff bei Tenvik im Südwesten der Insel Nøtterøy bei Tønsberg im Oslofjord. Im weiteren Verlauf (1942–1944) wurde sie mit Militärgütern (Baracken, Munition) beladen nach Kirkenes in Nordnorwegen geschleppt. Anfang 1945 gelangte sie wiederum im Schlepp in die Bogenbucht, einen Ausrüstungs- und Reparatur-Stützpunkt der Kriegsmarine bei Narvik, und wurde dort vor Anker gelegt. Weitere Teile der Takelage waren bereits während der Liegezeiten in den vergangenen Jahren entfernt worden. Die Takelage bestand jetzt nur noch aus den vier Masten und einigen Stagen. Im August 1945 sandte Reeder Erikson Kapitän Gustaf Holm zur Begutachtung seines Schiffes, der das Schiff in akzeptablem Zustand beschrieb, wenn er auch das Fehlen aller Rahen, des Besanbaumes und der Besangaffel nebst der abgeschossenen Großmarsstenge feststellen musste, dazu Schäden am Ankerspill.

### Nachkriegszeit
Am 17. September 1947 riss sich die Bark in einem westlichen Sturm von ihrem Ankerplatz in der Bogenbucht los und lief bei Østervik (Austervik) in Landnähe auf Grund. In der immer noch schweren See kenterte die Moshulu am Folgetag und blieb mit den Masten in der Brandung liegen. Zwei Geschäftsleute, Gisken Jakobsen und J. P. Skotnes aus Narvik, kauften das stark beschädigte Schiff im Februar 1948 für etwa 20.000 Dollar zum Umbau in ein Motorschiff, was aber nicht zur Umsetzung kam. Hier endete offiziell die Eignerschaft Eriksons an der Moshulu, da geborgene Schiffe Eigentum des Bergers werden. Im Frühjahr 1948 wurde der Rumpf aufgerichtet, wozu die Masten zum Teil vollständig abgetrennt werden mussten, im Mai geborgen und in Narvik provisorisch repariert, und dann am 13. Juni 1948 nach Bergen eingeschleppt.
Es folgten weitere Besitzerwechsel des Rumpfes der Moshulu: 1948 ging er an Trygve Sommerfeldt aus Oslo, 1948 nach Schweden; am 4. November 1948 wurde er in Stockholm eingeschleppt, in Oplag umbenannt und als schwimmender Getreidespeicher benutzt. 1952 erwarb die Reederei Hans Schliewen aus Hamburg das Schiff für ihre Flotte frachtfahrender Segelschulschiffe (Pamir, Passat und die nicht mehr in Fahrt gekommene Carl Vinnen). Am 30. August 1952 erreichte die Moshulu im Schlepp nach vielen Jahren wieder den Hamburger Hafen. Als Name führte das Schiff damals den Namen Moshulu und als Heimathafen die Stadt Lübeck. Wegen finanziellen Schwierigkeiten, in denen sich Schliewens Unternehmen damals befand, wurde das Schiff nicht wieder aufgeriggt und im Waltershofer Hafen aufgelegt. Dort lag es zeitweise neben der  Carl Vinnen. 1953 wurde das Schiff nach Schweden verkauft und verließ Hamburg Anfang November 1953 im Schlepp der Schlepper Fairplay I und Fairplay XII. Ab dem 16. November 1953 diente die Moshulu dem Svenska Lantmännens Riksförbund („Schwedischer Bauernreichsverband“), einem schwedischen Verband von Agrarbetrieben und -genossenschaften, in Stockholm als schwimmender Kornspeicher. 1961 ging sie an die finnische Regierung als Getreidehulk (bis 1968) in Naantali für 3.200 t sowjetischen Roggen.

### Restaurantschiff
1970 entdeckte Kapitän Raymond E. Wallace den Schiffsrumpf in der Bucht von Nådendal, und die Walt Disney Company, USA, kaufte den Rumpf. Nach Verhandlungen mit David Tallichet wurde das Schiff wegen mangelnder Umsetzungsmöglichkeiten der Pläne an die ihm gehörende Specialty Restaurants Corp. weiterverkauft, um sie als Restaurant-Museum zu verwenden. Im Mai 1972 wurde die Moshulu per Schlepp ins niederländische Scheveningen zum Umbau verholt, wo ihr Mast- und Rahattrappen eingebaut wurden. Andere Quellen nennen Amsterdam als Liegeplatz für die Umbauarbeiten. Dann erfolgte die Überführung im Schlepp über den Atlantik unter Mitwirkung von Raymond Wallace nach New York, wo sie als Moshulu am berühmten South Street Seaport Museum unbenutzt vertäut wurde – dem Liegeplatz der Peking.
1974 wurde sie nach Philadelphia am Penn’s Landing-Pier verholt und zu einem Restaurant- und Museumsschiff umgebaut. 1975 eröffnete das erste Moshulu-Restaurant auf dem restaurierten Schiff. Ein Brand ungeklärter Ursache im Elektroschaltraum (oder in der Kombüse) bedingte 1989 das Schließen des Schiffrestaurants. Das teilausgebrannte Schiff wurde geplündert, einzelne Teile des Schauriggs kamen von oben. 1994 wurde das Schiff ins Broadway Terminal am New York Ship Company Pier nach Camden, New Jersey, ins Trockendock verholt. Die Mastattrappen wurden entfernt, da das Schiff eventuell abgewrackt werden sollte.
1995 wurde die Moshulu von der Firma HMS Ventures Inc. gekauft. Eine aufwendige Restauration (maßgefertigte Teile, da keine rechten Winkel im Schiffskörper) in Millionenhöhe samt neuem Schaurigg wurde aufgebracht. Ein echtes Rigg, das Segel unter Sturmbedingungen tragen kann, was bei einem originalgetreuen Museumsgroßsegler wie der Pommern sinnvoll ist, wurde für ein schwimmendes Restaurant als unnötig erachtet. Das Schiff lag nun am Pier 34. Vom ursprünglichen Schiff ist bis auf den Rumpf nichts mehr erhalten. Der 24. Juli 1996 war der Tag ihrer Neutaufe als Moshulu.
Am 18. Mai 2000 brach der Pier 34 direkt neben der Moshulu in sich zusammen. Es gab drei Tote und mehr als 40 Verletzte. Der Unfall hatte gerichtliche Folgen, da der 1909 erbaute Pier als baufällig galt. Im Mai 2002 kam das Schiff an seinen alten Liegeplatz, den „Penn’s Landing-Pier“, 401 South Columbus Boulevard, zurück.
Zwei Jahre später wurde am 1. Mai 2004 das Moshulu-Schiffsrestaurant neu eröffnet. 150 Mitarbeiter versorgten die bis zu 1.000 Gäste. Es soll ganzjährig und jeden Tag geöffnet sein. Es enthält einen großen Speisesaal sowie ein Speisecafé mit Bar unter Deck, ein weiteres Speisecafé auf Deck, auf dem zusätzlich Unterhaltungsschaus stattfinden.

## Einer der letzten Viermaster
Die Moshulu ist neben den vier früheren Laeisz-Viermastbarken Kruzenshtern (ex Padua), Passat, Peking und Pommern sowie der Sedov (ex Kommodore Johnson, ex Magdalene Vinnen II) und der Viking in Göteborg eine der wenigen noch erhaltenen frachtfahrenden Viermastbarken. Daneben existieren noch die vier japanischen Schulschiffe Nippon Maru und Kaiwo Maru von 1930, die als Museumsschiffe aufliegen, und deren jeweilige gleichnamige Nachfolger aus dem Jahre 1984, dazu das Luxuskreuzfahrtschiff Sea Cloud, das 1930 als private Hochseejacht Hussar mit Viermastbarktakelage gebaut wurde. Als weiterer Viermaster ist noch die Falls of Clyde zu nennen, das einzige erhaltene Viermastvollschiff der Welt; es liegt in Honolulu auf.

## Schiffsdaten
- Konstruktion: Stahlrumpf als Dreiinselschiff; Untermasten und Marsstenge ein Stück, Besanmast als Pfahlmast mit zwei Gaffel
- Rigg: Viermastbark, doppelte Mars- und Bramrahen und Royalsegel
- Stapellauf: 20. April 1904
- Anzahl der Decks: zwei durchgehende Stahldecks, dazu Poop, Hochdeck (Mittschiffsinsel) und Back; oberstes Deck mit Teakholz beplankt
- Mastfolge: Fockmast, Großmast, Kreuzmast und Besanmast
- Unterscheidungssignal: Kurt 1904–1914: (R N F G)     Moshulu 1935–1940 (O H Z O)
- Bauwerft: Wm. Hamilton & Co., Port Glasgow, Schottland
- Reederei: Reederei G. J. H. Siemers & Co., Hamburg
- weitere Reedereien: US-Regierung (1917–1920); Moshulu Navigation Co. / Charles Nelson & Co. (1920–1935); Gustaf Erikson (1935–1948); schwedische Regierung (1948–1952); Svenska Landtmännens Riksförbund (1953–1961); Finnische Regierung (1961–1970); Specialty Restaurants Corp., HMS Ventures Inc.
- Heimathafen: Hamburg (1904); San Francisco (1917); Mariehamn in Finnland (1935); Stockholm (1948), Nådendal (1961), New York (1971), Philadelphia (1974)
- weitere Namen: [Kurt (1905)]; Dreadnought (1917), Moshulu (1917), Oplag (1948), Moshulu (1972)
- Galionsfigur: keine, stattdessen Krulle (Volute)
- Länge über alles: 121,8 m
- Länge Galion-Heck (Rumpflänge): 111 m
- Länge auf Deck: 109 m
- Länge in der KWL (LWL): 104,7 m
- Länge zwischen den Loten (LzL, LPP): 102 m
- Breite: 14,3 m
- Raumtiefe: 8,1 m
- Seitenhöhe: 8,5 m
- Tiefgang: 7,4 m
- Vermessung: 3.109 BRT (Bruttoregistertonnen) / 2.875 NRT (Nettoregistertonnen); später: 3.120,51 BRT, 2.695,83 NRT
- Verdrängung: 6.350 t [6.750 t] (Schiffsmasse 1.450 t und Ladung)
- Ladekapazität/Tragfähigkeit: 4.900 ts [5.300 ts] (1 ton = 1,016 t)
- Segelfläche: 4.180 m² (34 Segel: 18 Rahsegel, 3 Besane, 13 Stagsegel)
- Masthöhe: 61 m (Flaggenknopf – Kiel); 52 m (Flaggenknopf – Deck)
- Baukosten: £ 36.000
- Klassifikation (in der aktiven Zeit): Bureau Véritas +100A
- Erster Schiffsführer: Christian Schütt (1904–1908), Wilhelm Tönissen (1908–1914); G. J. H. Siemers & Co.
- weitere Kapitäne: Gunnar Bertil Algot Boman (1935–1938), Mikael Witalis Sjögren (1938–1940); Reederei Gustaf Erikson
- Besatzung: 26–35 Mann (Kapitän, 3 Offiziere, 15 Seeleute, 16 Jungmatrosen)
- Höchstgeschwindigkeit: 17 kn
- Schwesterschiff: Hans (1904–1948)[6]

## Trivia
Die Moshulu ist zu Beginn von Francis Ford Coppolas Film Der Pate – Teil II zu sehen, als der junge Vito Andolini in die USA einreist.
Im Film Rocky sprintet Rocky zum Abschluss seines Trainings mit dem Schiff im Hintergrund.